# 2000년 한국시리즈
삼성 fn.com 2000 프로야구 한국시리즈는 10월 30일부터 11월 7일까지 총 7차전을 벌였고, 현대 유니콘스가 두산 베어스를 4승 3패로 누르고 우승을 차지했다. 한국시리즈 MVP로는 최초로 외국인 선수인 현대의 퀸란 선수가 선정되었다.

## 정규 시즌
| 순위 | 구단 | 승 | 무 | 패 | 승률  |
| ---- | ---- | -- | -- | -- | ----- |
| 1위  | 현대 | 91 | 2  | 40 | 0.695 |
| 2위  | 두산 | 76 | 0  | 57 | 0.571 |
| 3위  | 삼성 | 69 | 5  | 59 | 0.539 |
| 4위  | 해태 | 57 | 4  | 72 | 0.442 |

| 순위 | 구단 | 승 | 무 | 패 | 승률  |
| ---- | ---- | -- | -- | -- | ----- |
| 1위  | LG   | 67 | 3  | 63 | 0.515 |
| 2위  | 롯데 | 65 | 4  | 64 | 0.504 |
| 3위  | 한화 | 50 | 5  | 78 | 0.391 |
| 4위  | SK   | 44 | 3  | 86 | 0.338 |

## 플레이오프 결과
|              | 승리팀                  | 경기 결과 | 상대팀                  |
| ------------ | ----------------------- | --------- | ----------------------- |
| 준플레이오프 | 삼성 라이온즈(드림 3위) | 2 - 0 - 1 | 롯데 자이언츠(매직 2위) |
| 플레이오프   | 현대 유니콘스(드림 1위) | 4 - 0 - 0 | 삼성 라이온즈(드림 3위) |
| 플레이오프   | 두산 베어스 (드림 2위)  | 4 - 0 - 2 | LG 트윈스 (매직 1위)    |

본래는 각 리그의 1·2위가 교차 방식으로 플레이오프를 진행하지만, 준플레이오프가 열린 이유는 드림 리그 3위인 삼성 라이온즈의 승률(.539)이 매직 리그 2위인 롯데 자이언츠의 승률(.504)보다 높았기 때문이다. 이 시합에서 삼성이 롯데에 승리함으로써 드림리그 1위인 현대 유니콘스와 플레이오프를 하게 되었다.

플레이오프에서는 현대 유니콘스가 삼성 라이온즈를 4전 전승으로 꺾고 한국시리즈에 진출했으며, 드림리그 2위인 두산 베어스는 매직리그 1위인 LG 트윈스를 4승 2패로 누르고 한국시리즈에 진출하였다.

## 출장자 명단

### 현대 유니콘스
- 감독 - 김재박
- 코치 - 정진호, 김시진, 김용달, 금광옥, 박종훈, 이광근
- 투수 - 정명원, 정민태, 위재영, 김수경, 임선동, 신철인, 조규제, 마일영, 조웅천, 박장희, 권준헌
- 포수 - 박경완, 이재주
- 내야수 - 이명수, 박종호, 퀸란, 박진만, 염경엽, 전근표, 정수성
- 외야수 - 김인호, 전준호, 심재학, 박재홍, 이숭용

### 두산 베어스
- 감독 - 김인식
- 코치 - 유지훤, 송재박, 김경문, 최일언, 김평호, 양승호, 김태형
- 투수 - 이광우, 조계현, 진필중, 최용호, 박명환, 차명주, 이혜천, 구자운, 파머, 이상훈
- 포수 - 홍성흔, 이도형,
- 내야수 - 안경현, 김민호, 홍원기, 김동주, 우즈, 강혁
- 외야수 - 최훈재, 전상렬, 장원진, 심정수, 정수근,

문회성, 김실

## 한국시리즈 경기 결과

### 1차전
10월 30일 - 수원KT위즈파크
| 팀                                                 | 1 | 2 | 3 | 4 | 5 | 6 | 7 | 8 | 9 | R | H | E |
| 두산 베어스                                        | 0 | 0 | 0 | 0 | 0 | 0 | 0 | 0 | 0 | 0 | - | - |
| 현대 유니콘스                                      | 0 | 0 | 0 | 1 | 0 | 2 | 0 | 0 | X | 3 | - | - |
| 승리 투수: 김수경 패전 투수: 조계현 세이브: 조웅천 |   |   |   |   |   |   |   |   |   |   |   |   |

- 시구 : 골프선수 김미현
- 관중수 6,157명 - 2차전 열리기 전 한국시리즈 역대 최소 관중수

### 2차전
10월 31일 - 수원KT위즈파크
| 팀                                                                               | 1 | 2 | 3 | 4 | 5 | 6 | 7 | 8 | 9 | R | H | E |
| 두산 베어스                                                                      | 0 | 0 | 0 | 2 | 0 | 0 | 0 | 0 | 0 | 2 | - | - |
| 현대 유니콘스                                                                    | 0 | 2 | 0 | 0 | 1 | 0 | 0 | 5 | X | 8 | - | - |
| 승리 투수: 임선동 패전 투수: 구자운 홈런: 현대 – 퀸란(8회 3점), 박진만(8회 솔로) |   |   |   |   |   |   |   |   |   |   |   |   |

- 현대 퀸란-박진만, 한국시리즈 2호 백투백 홈런 - 8회
- 두산 홍성흔, 한국시리즈 최다 실책 - 3실책
- 한국시리즈 역대 최소 관중 - 4,565명 - 1차전 최소 관중 기록 경신

### 3차전
11월 2일 - 서울종합운동장 야구장
| 팀                                                                             | 1 | 2 | 3 | 4 | 5 | 6 | 7 | 8 | 9 | R | H | E |
| 현대 유니콘스                                                                  | 2 | 0 | 0 | 0 | 1 | 0 | 0 | 0 | 0 | 3 | - | - |
| 두산 베어스                                                                    | 0 | 0 | 0 | 1 | 0 | 0 | 0 | 0 | 0 | 1 | - | - |
| 승리 투수: 정민태 패전 투수: 진필중 세이브: 위재영 홈런: 두산 – 우즈(4회 솔로) |   |   |   |   |   |   |   |   |   |   |   |   |

- 시구 : 고건 서울시장

### 4차전
11월 3일 - 서울종합운동장 야구장
| 팀                                  | 1 | 2 | 3 | 4 | 5 | 6 | 7 | 8 | 9 | R | H | E |
| 현대 유니콘스                       | 0 | 0 | 0 | 0 | 0 | 0 | 0 | 0 | 0 | 0 | - | - |
| 두산 베어스                         | 0 | 0 | 0 | 0 | 2 | 2 | 2 | 0 | X | 6 | - | - |
| 승리 투수: 조계현 패전 투수: 김수경 |   |   |   |   |   |   |   |   |   |   |   |   |

- 두산 조계현, 한국시리즈 사상 최고령 승리 투수 - 36세 6개월 2일
- 7이닝 5피안타 무실점

### 5차전
11월 4일 - 서울종합운동장 야구장
| 팀                                                                               | 1 | 2 | 3 | 4 | 5 | 6 | 7 | 8 | 9 | R | H | E |
| 현대 유니콘스                                                                    | 0 | 0 | 0 | 0 | 5 | 0 | 0 | 0 | 0 | 5 | - | - |
| 두산 베어스                                                                      | 0 | 0 | 0 | 3 | 0 | 0 | 5 | 1 | X | 9 | - | - |
| 승리 투수: 박명환 패전 투수: 조웅천 홈런: 두산 – 우즈(4회 2점), 심정수(8회 솔로) |   |   |   |   |   |   |   |   |   |   |   |   |

### 6차전
11월 6일 - 수원KT위즈파크
| 팀                                                                | 1 | 2 | 3 | 4 | 5 | 6 | 7 | 8 | 9 | R | H | E |
| 두산 베어스                                                       | 0 | 0 | 0 | 3 | 0 | 0 | 1 | 0 | 1 | 5 | - | - |
| 현대 유니콘스                                                     | 1 | 0 | 0 | 0 | 0 | 2 | 0 | 1 | 0 | 4 | - | - |
| 승리 투수: 박명환 패전 투수: 위재영 홈런: 두산 – 심정수(7회 솔로) |   |   |   |   |   |   |   |   |   |   |   |   |

### 7차전
11월 7일 - 수원KT위즈파크
| 팀 | 1 | 2 | 3 | 4 | 5 | 6 | 7 | 8 | 9 | R | H | E |
| 두산 베어스                                                                                                  | 0 | 0 | 0 | 2 | 0 | 0 | 0 | 0 | 0 | 2 | - | - |
| 현대 유니콘스                                                                                                | 0 | 2 | 0 | 3 | 0 | 0 | 0 | 1 | X | 6 | - | - |
| 승리 투수: 김수경 패전 투수: 조계현 세이브: 임선동 홈런: 두산 – 우즈(4회 솔로) 현대 – 퀸란(4회 3점/8회 솔로) |   |   |   |   |   |   |   |   |   |   |   |   |

- 시구 : 선동열 전 해태 타이거즈 선수, 시타 : 최동원 전 롯데 자이언츠 선수

## 방송 중계

### TV
| 방송 채널 | 캐스터(한국시리즈 차전) | 해설위원 | 비고  |
| --------- | ----------------------- | -------- | ----- |
| KBS 1TV   | 표영준(3·6)             | 하일성   | [ 1 ] |
| MBC TV    | 양진수(2·5)             | 허구연   |       |
| SBS TV    | 백기완(1·4), 김정일(7)  | 백인천   |       |

### 라디오
| 방송 채널     | 캐스터(한국시리즈 차전) | 해설위원 | 비고 |
| ------------- | ----------------------- | -------- | ---- |
| KBS 제2라디오 | 유수호(2), 전우벽(4)    | 이광권   |      |